# دينيس كروسبي
دينيس كروسبي (بالإنجليزية: Denise Crosby)‏ هي ممثلة أمريكية، ولدت في 24 نوفمبر 1957 بهوليوود في الولايات المتحدة.

## أعمال

### أفلام
- (1997) جاكي براون[6][7]
- (1998) ديب إمباكت[8][9][10]

### مسلسلات
- الموتى السائرون
- موردر
- رجال ماد
- الجيل التالي
- كاسل

## وصلات خارجية
- دينيس كروسبي على موقع IMDb (الإنجليزية)
- دينيس كروسبي على موقع روتن توميتوز (الإنجليزية)
- دينيس كروسبي على موقع ألو سيني (الفرنسية)
- دينيس كروسبي على موقع ميوزك برينز (الإنجليزية)
- دينيس كروسبي على موقع أول موفي (الإنجليزية)
- دينيس كروسبي على موقع قاعدة بيانات الأفلام السويدية (السويدية)
- دينيس كروسبي على موقع إن إن دي بي (الإنجليزية)
- دينيس كروسبي على موقع ديسكوغز (الإنجليزية)
- دينيس كروسبي على موقع قاعدة بيانات الفيلم (الإنجليزية)
- دينيس كروسبي على موقع كينوبويسك (الروسية)